# Вейл (Південна Дакота)
Вейл (англ. Vale) — переписна місцевість (CDP) в США, в окрузі Б'ютт штату Південна Дакота. Населення — 130 осіб (2020).

## Географія
Вейл розташований за координатами 44°37′6″ пн. ш. 103°23′55″ зх. д. / 44.61833° пн. ш. 103.39861° зх. д. (44.618382, -103.398600).  За даними Бюро перепису населення США в 2010 році переписна місцевість мала площу 3,82 км², уся площа — суходіл.

## Демографія
Згідно з переписом 2010 року, у переписній місцевості мешкало 136 осіб у 65 домогосподарствах у складі 41 родини. Густота населення становила 36 осіб/км².  Було 77 помешкань (20/км²).
Расовий склад населення:
| - 97,8 % — білих - 0,7 % — корінних американців |

До двох чи більше рас належало 1,5 %. Частка іспаномовних становила 2,2 % від усіх жителів.
За віковим діапазоном населення розподілялося таким чином: 20,6 % — особи молодші 18 років, 58,8 % — особи у віці 18—64 років, 20,6 % — особи у віці 65 років та старші. Медіана віку мешканця становила 46,0 року. На 100 осіб жіночої статі у переписній місцевості припадало 109,2 чоловіків;  на 100 жінок у віці від 18 років та старших — 83,1 чоловіків також старших 18 років.
Середній дохід на одне домашнє господарство  становив 37 785 доларів США (медіана — 23 333), а середній дохід на одну сім'ю — 50 218 доларів (медіана — 43 958). За межею бідності перебувало 12,5 % осіб, у тому числі 0,0 % дітей у віці до 18 років та 11,4 % осіб у віці 65 років та старших.
Цивільне працевлаштоване населення становило 52 особи. Основні галузі зайнятості: роздрібна торгівля — 34,6 %, сільське господарство, лісництво, риболовля — 21,2 %, мистецтво, розваги та відпочинок — 11,5 %, освіта, охорона здоров'я та соціальна допомога — 11,5 %.